# Kurt Eichhorn
Kurt Peter Eichhorn (geboren 4. August 1908 in München; gestorben 29. Juni 1994 in Murnau) war ein deutscher Dirigent.

## Leben
Der Sohn eines Kunstmalers studierte am Konservatorium in Würzburg bei Hermann Zilcher und debütierte 1932 als Kapellmeister und Chordirigent in Bielefeld. Nach Stationen in Teplitz-Schönau und Karlsbad wurde er 1941 am Dresdner städtischen Theater des Volkes im Alberttheater zum Musikdirektor ernannt. Außerdem arbeitete er auch mit den Dresdner Philharmonikern. 1945 wurde er mit der Leitung der Münchner Philharmoniker betraut. In München spielte sich daraufhin ein Großteil seiner Karriere ab, er dirigierte an der Bayerischen Staatsoper, 1956–67 war er Chefdirigent des Staatstheaters am Gärtnerplatz in München. 1967 bis 1975 arbeitete er dann als Chefdirigent des Münchner Rundfunkorchesters. An der Staatlichen Hochschule für Musik München leitete er ab 1954 eine Dirigierklasse.
Bekannt sind vor allem seine Orff-Aufnahmen, die er mit dem Münchner Rundfunkorchester realisierte. Eine Einspielung aller Sinfonien von Anton Bruckners mit dem Bruckner Orchester Linz, die er in den späten 1980er Jahren begann, blieb unvollendet.

## Darstellung Eichhorns in der bildenden Kunst
- Hanna Hausmann-Kohlmann: Kurt Eichhorn (1942, Scherenschnitt)[1]